# 長瀬富郎
長瀬 富郎（ながせ とみろう、文久3年11月21日（1863年12月31日） - 明治44年（1911年）10月26日）は実業家。花王の創業者。

## 来歴・人物
美濃国恵那郡福岡村（現在の岐阜県中津川市福岡）の造り酒屋に生まれる。12歳の時に、母親の実家である加茂郡神土村（後の加茂郡東白川村神土）へ奉公に出る。17歳のとき奉公先の店主の弟が独立したのに従い店を移る。
23歳の時に、店を辞め上京する。150円の資金で米相場を張っても失敗し、無一文になる。この時の挫折を教訓とし、「堅実に生きる」事を終生の誓いとする。
出直すべく日本橋馬喰町の小物問屋に入店、経営を任されるまでになる。その後1887年、23歳で独立を果たし「長瀬商店」（のちの花王）を馬喰町2丁目に創業する。
長瀬商店は洋小物問屋・小売店であり扱う商品の中に石鹸があった。外国製の石鹸に比べ国産の石鹸の品質が劣っている事に不満を持ち、石鹸の自社製造を決意する。そんな折、知り合いの石鹸職人村田亀太郎が独立したのを聞きつけ村田を口説き落とし二人で石鹸製造の道を歩み始める。
1890年、満足できる品質の石鹸製造に成功。最初「香王石鹸」と名付け商標登録まで行ったが発売直前に「花王石鹸」に名称変更を行い花王石鹸の商標登録もする。
発売当時の花王石鹸の売価は1個12銭、箱入り（3個入り）は35銭だった。
1902年、向島請地に工場を完成させ、石鹸のほか香水・歯磨き粉・ロウソクの製造にも乗り出す。1904年のセントルイス万国博覧会で花王石鹸が名誉銀牌を受賞。富郎は工場の拡充に乗り出しさらなる品質向上を図る。1910年のシアトル万国博覧会で花王石鹸は金牌を獲得した。
1909年（明治42年）、富郎は結核にかかり病気療養に入る。1911年（明治44年）、富郎は死の直前に長瀬商店を合資会社（資本金25万円）に改組する手続きを取る。10月、48歳で死去。墓所は染井霊園。ふたりの弟の祐三郎と常一が二代目長瀬富郎と名乗って、兄の遺志を受け継いだ。
戦後、長瀬商店は花王石鹸を経て、1985年、花王株式会社に社名を変更した。